# Christian Alfonso
Christian Alfonso López (Barcellona, 2 maggio 1989) è un ex calciatore spagnolo, di ruolo centrocampista.